# Greenwood (Maine)
Pour les articles homonymes, voir Greenwood.
Greenwood est une ville américaine située dans le Comté d'Oxford, dans le Maine. Selon le recensement de 2020, sa population est de 774 habitants.

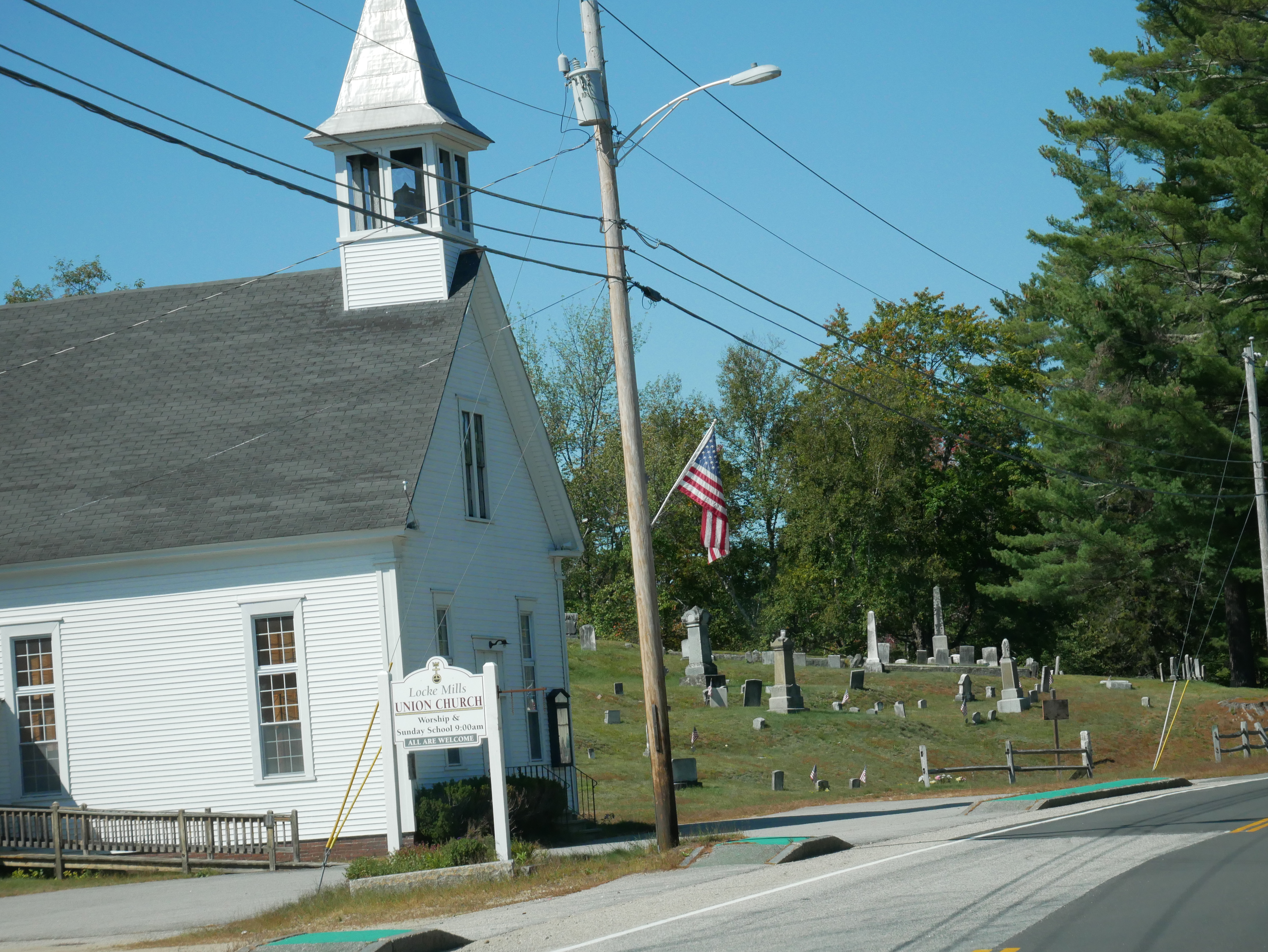
Église Locke Mills Union à Greenwood